# Dunbaria punctata
Dunbaria punctata là một loài thực vật có hoa trong họ Đậu. Loài này được (Wight & Arn.) Benth. miêu tả khoa học đầu tiên.